# Weerstatistieken oktober Nederland en België
Deze pagina bevat de gemiddelde waarden en de uitzonderlijke gebeurtenissen op weergebied in de maand oktober in Nederland en België, zoals geregistreerd door respectievelijk de KNMI-weerstations in Nederland en het KMI in Ukkel, België.

## Weerstatistieken maand oktober in Nederland 1901-2023

### Gemiddelden
Langjarige gemiddelden in het tijdvak 1991-2020.
|                                          | De Bilt | Eelde | Rotterdam | Maastricht |
| ---------------------------------------- | ------- | ----- | --------- | ---------- |
| Gemiddelde temperatuur (°C)              | 10,9    | 10,3  | 11,4      | 11,0       |
| Gemiddelde minimumtemperatuur (°C)       | 7,1     | 6,3   | 7,6       | 7,3        |
| Gemiddelde maximumtemperatuur (°C)       | 14,8    | 14,2  | 14,9      | 14,8       |
| Dagen met maximumtemperatuur ≥ 20 °C     | 1,9     | 1,5   | 1,9       | 3,2        |
| Gemiddelde relatieve vochtigheid (%)     | 86,2    | 87,6  | 84,9      | 83,9       |
| Gemiddelde neerslagduur in % van de tijd | 8,1     | 8,3   | 8,4       | 7,0        |
| Gemiddelde neerslaghoeveelheid (mm)      | 81,1    | 71,4  | 87,3      | 63,6       |
| [ 1 ]                                    |         |       |           |            |

### Extremen
Hieronder volgen ranglijsten voor de hoogste en laagste gemiddelde temperatuur, de grootste en laagste neerslagsom en het grootste en laagste aantal uren zonneschijn, zoals gemeten op het KNMI-station in De Bilt tussen 1901 en 2023. De lijst van maandrecords is samengesteld uit de beschikbare gegevens van de genoemde stations.
| #     | Hoogste gemiddelde temperatuur in °C | Hoogste gemiddelde temperatuur in °C | Grootste neerslagsom in mm | Grootste neerslagsom in mm | Grootste aantal uren zonneschijn | Grootste aantal uren zonneschijn | #   |
| ----- | ------------------------------------ | ------------------------------------ | -------------------------- | -------------------------- | -------------------------------- | -------------------------------- | --- |
| 1.    | 2001                                 | 14,2                                 | 2023                       | 219,9                      | 1920                             | 189,1                            | 1.  |
| 2.    | 2006                                 | 13,6                                 | 1932                       | 193,4                      | 1951                             | 184,6                            | 2.  |
| 3.    | 2014                                 | 13,4                                 | 1981                       | 188,5                      | 2018                             | 179,6                            | 3.  |
| 4.    | 2017                                 | 13,3                                 | 1998                       | 179,3                      | 2005                             | 171,7                            | 4.  |
| 5.    | 2005                                 | 13,3                                 | 1960                       | 174,9                      | 1922                             | 167,7                            | 5.  |
| 6.    | 2023                                 | 13,2                                 | 2013                       | 161,0                      | 1908                             | 166,9                            | 6.  |
| 7.    | 2022                                 | 13,1                                 | 1917                       | 156,3                      | 1965                             | 164,9                            | 7.  |
| 8.    | 1995                                 | 12,7                                 | 1929                       | 147,1                      | 1959                             | 155,8                            | 8.  |
| 9.    | 1969                                 | 12,7                                 | 1941                       | 144,9                      | 1947                             | 151,8                            | 9.  |
| 10.   | 1989                                 | 12,4                                 | 2021                       | 144,7                      | 2011                             | 151,1                            | 10. |
| #     | Laagste gemiddelde temperatuur in °C | Laagste gemiddelde temperatuur in °C | Kleinste neerslagsom in mm | Kleinste neerslagsom in mm | Kleinste aantal uren zonneschijn | Kleinste aantal uren zonneschijn | #   |
| 1.    | 1922                                 | 6,4                                  | 1953                       | 5,5                        | 1902                             | 43,6                             | 1.  |
| 2.    | 1905                                 | 6,5                                  | 1920                       | 10,5                       | 1998                             | 49,7                             | 2.  |
| 3.    | 1974                                 | 7,0                                  | 1922                       | 10,9                       | 1918                             | 51,3                             | 3.  |
| 4.    | 1919                                 | 7,0                                  | 1975                       | 12,7                       | 1903                             | 54,2                             | 4.  |
| 5.    | 2003                                 | 7,5                                  | 1951                       | 14,4                       | 1942                             | 55,3                             | 5.  |
| 6.    | 1939                                 | 7,6                                  | 1937                       | 15,8                       | 1914                             | 58,1                             | 6.  |
| 7.    | 1915                                 | 7,6                                  | 1971                       | 19,4                       | 1960                             | 62,4                             | 7.  |
| 8.    | 1926                                 | 7,8                                  | 1910                       | 19,6                       | 1954                             | 63,5                             | 8.  |
| 9.    | 1964                                 | 7,9                                  | 1965                       | 20,1                       | 1966                             | 66,4                             | 9.  |
| 10.   | 1920                                 | 7,9                                  | 1995                       | 20,2                       | 1907                             | 66,8                             | 10. |
| [ 2 ] |                                      |                                      |                            |                            |                                  |                                  |     |

| | Officiële records                                | Officiële records | Officiële records |  | Landelijke records              | Landelijke records | Landelijke records     |
| Gebeurtenis | Datum                                            | Extreem           | Locatie           |  | Datum                           | Extreem            | Locatie                |
| --- | ------------------------------------------------ | ----------------- | ----------------- |  | ------------------------------- | ------------------ | ---------------------- |
| Laagste etmaalgemiddelde temperatuur (°C) | 26 oktober 1905                                  | −0,9              | De Bilt           |  | 30 oktober 1940                 | −2,4               | Maastricht             |
| Hoogste etmaalgemiddelde temperatuur (°C) | 13 oktober 2018                                  | 20,0              | De Bilt           |  | 13 oktober 2018                 | 21,0               | Wijk aan Zee           |
| Laagste minimumtemperatuur (°C) | 28 oktober 1931                                  | −8,5              | De Bilt           |  | 28 oktober 1931 24 oktober 2003 | −8,5 −8,5          | De Bilt Twenthe        |
| Hoogste minimumtemperatuur (°C) | 10 oktober 2011                                  | 16,3              | De Bilt           |  | 3 oktober 1985                  | 18,0               | Maastricht             |
| Laagste maximumtemperatuur (°C) | 30 oktober 1922                                  | 2,1               | De Bilt           |  | 30 oktober 1940                 | −0,2               | Maastricht             |
| Hoogste maximumtemperatuur (°C) | 4 oktober 1983                                   | 26,5              | De Bilt           |  | 10 oktober 1921                 | 28,7               | Maastricht             |
| Hoogste uurgemiddelde windsnelheid (m/s) | 4 oktober 1938                                   | 19,5              | De Bilt           |  | 28 oktober 2013                 | 31,0               | Huibertgat             |
| Hoogste windstoot (m/s) | 7 oktober 1954                                   | 31,4              | De Bilt           |  | 28 oktober 2013                 | 42,0               | Lauwersoog, Vlieland   |
| Langste zonneschijnduur (uur) | 1 oktober 1940, 1 oktober 2013, 1-2 oktober 2015 | 10,5              | De Bilt           |  | 2 oktober 1940 1 oktober 2013   | 10,9 10,9          | De Kooy Twenthe        |
| Langste neerslagduur (uur) | 13 oktober 2013                                  | 20,9              | De Bilt           |  | 3 oktober 1993                  | 23,3               | Lauwersoog             |
| Hoogste etmaalsom van de neerslag (mm) | 13 oktober 2013                                  | 63,9              | De Bilt           |  | 5 oktober 2008                  | 90,2               | De Kooy                |
| Laagste etmaalgemiddelde relatieve vochtigheid (%) | 31 oktober 1920, 6 oktober 1959                  | 44                | De Bilt           |  | 31 oktober 1920                 | 43                 | Eelde                  |
| Laagste uurwaarde luchtdruk op zeeniveau (hPa) | 27 oktober 1959                                  | 972,6             | De Bilt           |  | 27 oktober 1959                 | 968,8              | De Kooy                |
| Hoogste uurwaarde luchtdruk op zeeniveau (hPa) | 22 oktober 1983                                  | 1041,4            | De Bilt           |  | 22 oktober 1983                 | 1041,7             | Rotterdam, Soesterberg |
| Officiële records worden altijd gemeten op het KNMI-weerstation in De Bilt. Landelijke records kunnen worden gemeten op elk officieel KNMI-weerstation in Nederland. |                                                  |                   |                   |  |                                 |                    |                        |

## Weerstatistieken maand oktober in België 1833-heden

### Gemiddelden
Vanaf 2011 werden de nieuwe normale waarden opnieuw berekend op basis van de gemiddelde metingen in Ukkel over de referentieperiode 1980-2010.
De oude normalen hebben verschillende referentieperiodes.
|                                     | normaal (oud) | normaal (nieuw) | record + | jaar | record - | jaar |
| ----------------------------------- | ------------- | --------------- | -------- | ---- | -------- | ---- |
| Luchtdruk in hPa                    | 1015,3        | 1015,2          | 1025,2   | 1971 | 1004,5   | 1841 |
| Gemiddelde windsnelheid in m/s      | 3,4           | 3.4             | 4,9      | 1903 | 2,4      | 2007 |
| Zonneschijnduur in hh:mi            | 113           | 113             | 226      | 1965 | 43       | 1998 |
| Gemiddelde temperatuur in °C        | 10,5          | 11,1            | 14,4     | 2001 | 5,8      | 1881 |
| Gemiddelde maximumtemperatuur in °C | 14,3          | 14,7            | 19,7     | 1921 | 9,1      | 1905 |
| Gemiddelde minimumtemperatuur in °C | 7,2           | 7,8             | 11,2     | 2001 | 3,2      | 1922 |
| Relatieve vochtigheid in %          | 85,7          | 85              | 94       | 1840 | 76       | 1921 |
| Gemiddelde dampdruk in hPa          | 10,8          | 11,4            | 14,1     | 2001 | 8,1      | 1922 |
| Neerslagtotaal in mm                | 70,8          | 74,5            | 227,1    | 1932 | 5,2      | 1975 |
| Neerslagdagen in d                  | 17            | 16,6            | 30       | 1974 | 5        | 1965 |
| [ 13 ]                              |               |                 |          |      |          |      |

### Extremen
Overzicht van de hoogste en laagste 5 waarden voor de maand oktober vanaf 1833 voor gemiddelde temperatuur, neerslaghoeveelheid en aantal neerslagdagen en vanaf 1887 voor zonneschijnduur(*) in Ukkel.
|                        | Gemiddelde temperatuur | Gemiddelde temperatuur | Zonneschijnduur | Zonneschijnduur | Neerslaghoeveelheid | Neerslaghoeveelheid | Aantal neerslagdagen | Aantal neerslagdagen |
|                        | Jaar                   | °C                     | Jaar            | uren            | Jaar                | mm                  | Jaar                 | dagen                |
| ---------------------- | ---------------------- | ---------------------- | --------------- | --------------- | ------------------- | ------------------- | -------------------- | -------------------- |
| Hoogste waarden        |                        |                        |                 |                 |                     |                     |                      |                      |
| 2022                   | 14,4                   | 1965                   | 226             | 1932            | 227,1               | 1950                | 27                   |                      |
| 2001                   | 14,4                   | 1908                   | 195             | 1926            | 170,0               | 1984                | 26                   |                      |
| 2005                   | 14,1                   | 1920                   | 190             | 1974            | 163,1               | 1918                | 26                   |                      |
| 1921                   | 14,0                   | 1947                   | 189             | 1923            | 160,6               | 1930                | 25                   |                      |
| 1995                   | 13,7                   | 1959                   | 187             | 1961            | 147,0               | 1974                | 24                   |                      |
| Normale waarde (oud)   |                        | 10,5                   |                 | 113             |                     | 70,8                |                      | 17,0                 |
| Normale waarde (nieuw) |                        | 11,1                   |                 | 113             |                     | 74,5                |                      | 16,6                 |
| Laagste waarden        |                        |                        |                 |                 |                     |                     |                      |                      |
| 1974                   | 6,8                    | 1905                   | 62              | 1908            | 9,9                 | 2006                | 7                    |                      |
| 1922                   | 6,5                    | 1968                   | 59              | 1969            | 7,4                 | 1969                | 7                    |                      |
| 1887                   | 6,2                    | 1981                   | 58              | 1953            | 6,4                 | 1997                | 6                    |                      |
| 1905                   | 5,9                    | 1974                   | 55              | 1995            | 6,0                 | 1928                | 6                    |                      |
| 1881                   | 5,8                    | 1998                   | 48              | 1975            | 5,2                 | 1959                | 2                    |                      |
| [ 14 ]                 |                        |                        |                 |                 |                     |                     |                      |                      |

### Uitzonderlijke gebeurtenissen
Extremen in België zijn:
- 1881 - De koudste oktober ooit met een gemiddelde temperatuur van 5,8 °C (normaal: 10,5 °C).
- 1905 - De koudste oktober van de eeuw met een gemiddelde temperatuur van 5,9 °C (normaal: 10,5 °C).
- 1908 - De maand telde slechts 5 regendagen in Ukkel (ex aequo met 1965). Dit is het laagste aantal dat deze eeuw werd waargenomen tijdens oktober (normaal: 17 dagen).
- 1921 - Dit is voor Ukkel de warmste maand oktober van de eeuw. De gemiddelde temperatuur bedraagt 14,0 °C (normaal: 10,5 °C).
- 1932 - De laatste maand was de regen zeer overvloedig in Ukkel. Met een totale hoeveelheid van 227,1 mm in de pluviometer is dit de natste oktober van de eeuw (normaal: 70,5 mm).
- 1965 - In Ukkel tekenen we een recordwaarde op voor het aantal uren zonneschijn tijdens een maand oktober: 226 uur (normaal: 113 uur).
- 1974 - De maand oktober telt dertig neerslagdagen in Ukkel (normaal: 17 dagen). Dit is niet alleen het hoogste aantal van de eeuw voor de maand oktober, maar zelfs het hoogste aantal van alle maanden van de eeuw.
- 1975 - De maand oktober is in Ukkel de droogste ooit: er valt slechts 5,2 mm water in de pluviometer (normaal: 70,5 mm).
- 1998 - De maand oktober is de somberste ooit in Ukkel: de zon schijnt slechts 48 uur (normaal: 111 uur).
- 2001 - De maand oktober is te Ukkel met 14.4°C zowat 4 graden warmer dan normaal, wat betreft gemiddelde en minimumtemperatuur.
- 2006 - Op een na warmste oktober sinds het begin van de metingen te Ukkel in 1833.
- 2017 - Meest laattijdige zomerse dag te Ukkel sinds 1901 met op 16 oktober een maximumtemperatuur van 25.7 °C.[16]
- 2019 - Met slechts 88u 13min zon te Ukkel (normaal: 112u 38min) was deze maand de vierde somberste oktobermaand.
- 2020 - Met slechts 50u zonneschijn te Ukkel was dit de op één na somberste oktobermaand sinds het begin van de waarnemingen (norm: 112u).
- 2022 - Warmste oktober (samen met 2001) met te Ukkel een gemiddelde temperatuur van 14.4°C.